# Lucas Biglia
Lucas Rodrigo Biglia (Mercedes, 30 de janeiro de 1986) é um ex-futebolista argentino que atuava como volante.

## Carreira

### Início
Iniciou sua carreira no Argentinos Juniors.

### Independiente e Anderlecht
Após uma passagem pelo Independiente, transferiu-se para o Anderlecht, da Bélgica, onde permaneceu por sete temporadas.

### Lazio
Em julho de 2013 foi contratado pela Lazio por quatro temporadas.

### Milan
Em julho de 2017 foi contratado pelo Milan, assinando contrato até 30 de junho de 2020.

## Seleção Argentina
Estreou pela Seleção Argentina principal no dia 9 de fevereiro de 2011, contra Portugal. Atuou na equipe titular na Copa do Mundo de 2014.
Após a eliminação na Copa do Mundo de 2018 nas oitavas de final para a França, anunciou sua aposentadoria da Seleção Argentina.

## Títulos
Anderlecht
- Supercopa da Bélgica: 2006, 2007, 2010, 2012
- Campeonato Belga: 2006–07, 2009–10, 2011–12, 2012–13
- Copa da Bélgica: 2007–08

Seleção Argentina
- Campeonato Mundial de Futebol Sub-20: 2005